# 全粒穀物
全粒穀物（ぜんりゅうこくもつ、英: whole grains）とは、精白などの処理で、糠となる果皮、種皮、胚、胚乳表層部といった部位を除去していない穀物や、その製品である。

## 概要
主に玄米、玄米を発芽させた発芽玄米、ふすまを取っていない麦、全粒粉の小麦を使った食品、オートミール、挽きぐるみのソバなどがある。
こうした穀物は精白したものより食物繊維やビタミンB1をはじめとしたビタミンB群、鉄分をはじめとしたミネラルが多く栄養価に富むために健康を目的として食べられている。また、食物繊維が多いことが消化吸収をゆっくりにし、長時間に渡って空腹感を避けさせる。このことは血糖値を急激に上げないということでもあるが、これも疾患の予防につながるとされる。
糠には、健康に影響する成分や、美容製品に使われる成分がそのまま入っているために美容目的でも食べられる。
| 食品名          | 玄米    | 精白米  | 上白糖  |
| --------------- | ------- | ------- | ------- |
| エネルギー      | 350kcal | 356kcal | 384kcal |
| たんぱく質      | 6.8g    | 6.1g    | (0)     |
| 脂質            | 2.7g    | 0.9g    | (0)     |
| 炭水化物        | 73.8g   | 77.1g   | 99.2g   |
| ナトリウム      | 1mg     | 1mg     | 1mg     |
| カリウム        | 230mg   | 88mg    | 2mg     |
| カルシウム      | 9mg     | 5mg     | 1mg     |
| マグネシウム    | 110mg   | 23mg    | Tr      |
| リン            | 290mg   | 94mg    | Tr      |
| 鉄              | 2.1mg   | 0.8mg   | Tr      |
| 亜鉛            | 1.8mg   | 1.4mg   | 0       |
| 銅              | 0.27mg  | 0.22mg  | 0.01mg  |
| マンガン        | 2.05mg  | 0.80mg  |         |
| β－カロテン当量 | 1mcg    | 0       | (0)     |
| ビタミンD       | (0)     | (0)     | (0)     |
| ビタミンE       | 1.4mg   | 0.1mg   | (0)     |
| ビタミンK       | (0)     | 0       | (0)     |
| ビタミンB1      | 0.41mg  | 0.08mg  | (0)     |
| ビタミンB2      | 0.04mg  | 0.02mg  | (0)     |
| ナイアシン      | 6.3mg   | 1.2mg   | (0)     |
| ビタミンB12     | (0)     | (0)     | (0)     |
| 葉酸            | 27mcg   | 12mcg   | (0)     |
| パントテン酸    | 1.36mg  | 0.66mg  | (0)     |
| ビタミンC       | (0)     | (0)     | (0)     |
| 食物繊維        | 3.0g    | 0.5g    | (0)     |

1999年7月、アメリカ食品医薬品局(FDA)の許可によって、51%以上の全粒穀物を含む製品にがんや心臓病のリスクを減らす可能性があると表示できるようになった。
アメリカ、カナダの食生活指針では、穀物の半分以上を精製されていないものにするように指導している。また、イギリス、オーストラリア、シンガポール、マレーシアをはじめとして、量を指定せず未精製の穀物を摂取することを指導している国も多い。
世界保健機関(WHO)と国際連合食糧農業機関(FAO)による2003年のレポートで、野菜や全粒穀物に豊富な食物繊維が、肥満や糖尿病や心臓病になるリスクを低下させると報告されている。
アメリカ心臓協会(AHA)による2006年版の生活指針で半分以上は全粒穀物にすることが推奨されている。
世界がん研究基金とアメリカがん研究協会によって7000以上の研究を根拠に報告されたがん予防の10か条や、アメリカがん協会のがん予防のガイドラインで、全粒穀物を選択するようにすすめている。
大規模な研究調査で、主要な生活習慣病のリスクが低下するという結果が得られている。アメリカ国立癌研究所の大規模な研究は、未精製の穀物は大腸癌のリスクを下げると報告している。また、他の大規模な研究でも糖尿病や心臓病のリスクを低下させると報告された。7つの研究をメタアナリシスし、心血管疾患のリスクを低下させることが分かった。。女性で炎症に起因する病気のリスクが低下し、炎症を抑制した原因は全粒穀物に多い抗酸化性のあるフィトケミカルだと考えられる。
1985年には、大腸癌を抑制させる原因は食物繊維よりもフィチン酸ではないかと報告され、後にラットへのフィチン酸の単独投与でもがんや腫瘍を抑制することが観察されている。
メイヨークリニックが、季節性インフルエンザの感染を個人として予防する方法において、食事の項目で全粒穀物をあげている。